# Новый замок (Ингольштадт)

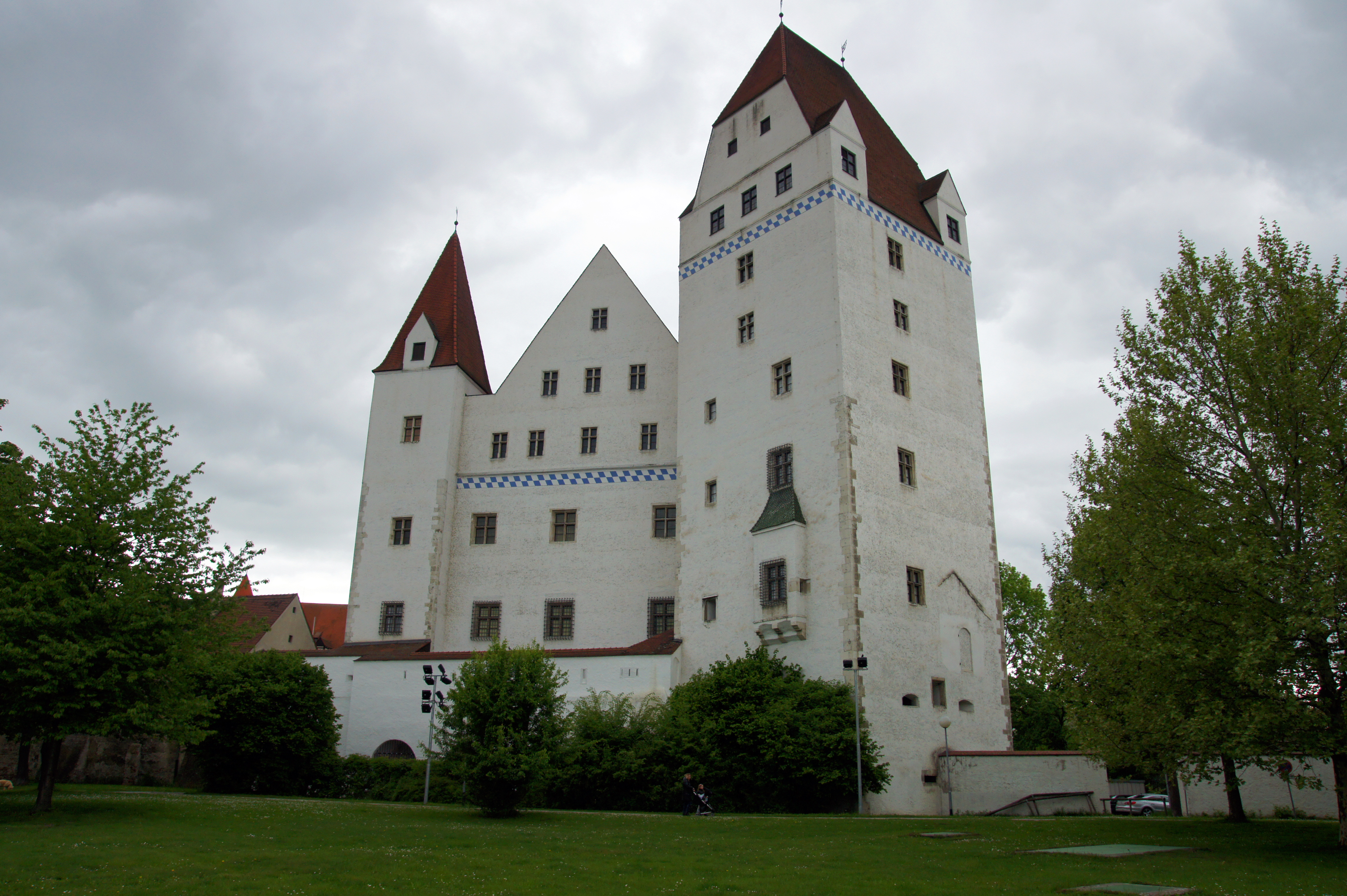
Новый замок, вид с юга

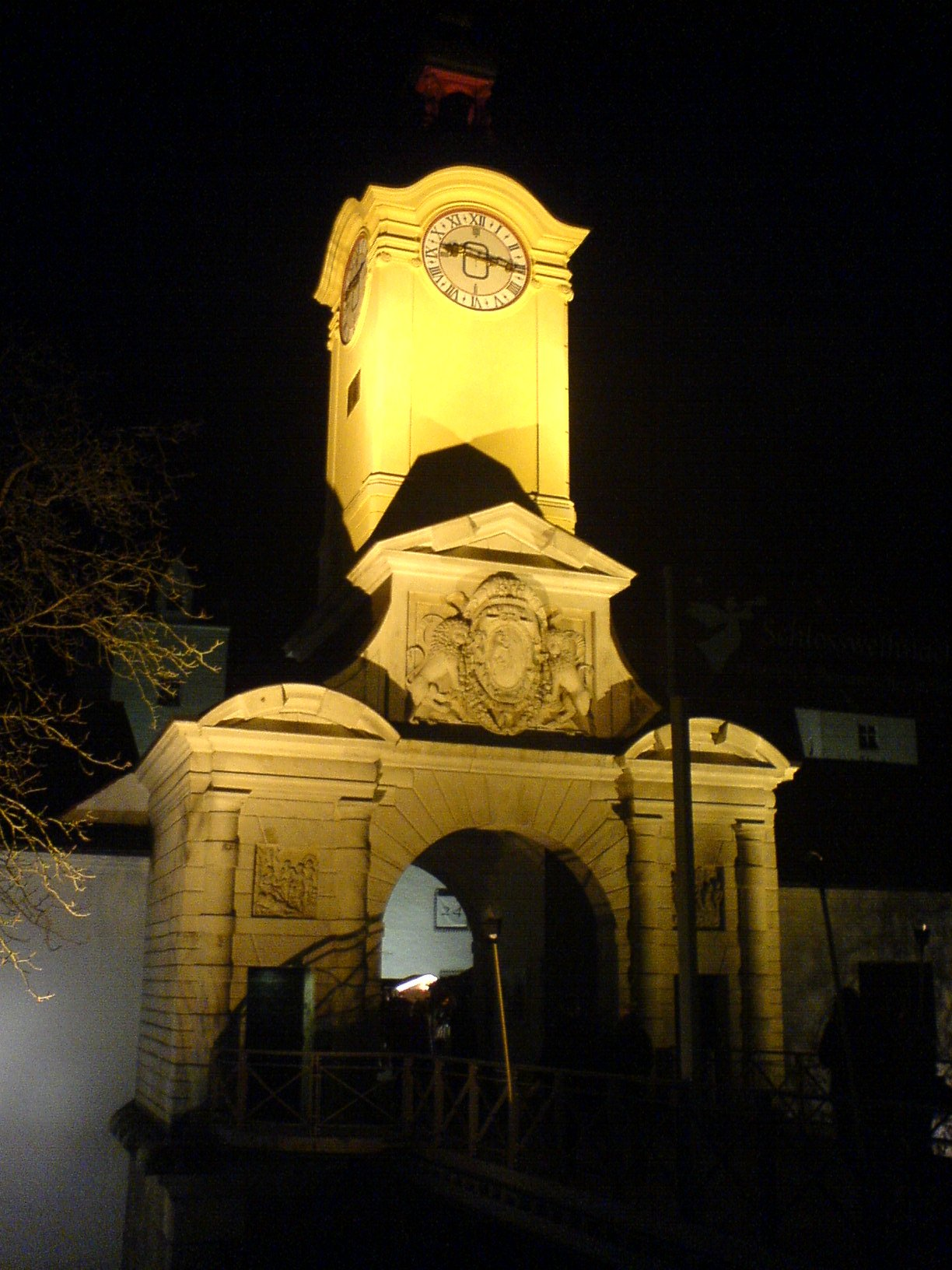
Ворота Нового замка ночью

Новый замок (нем. Neue Schloss) в Ингольштадте, построенный для герцога Баварско-Ингольштадтского Людвига VII Бородатого, относится к важнейшим готическим светским сооружениям в Баварии. Расположенный рядом Старый замок XIII века известнен в настоящее время как Херцогскастен.

## История и структуры
Период с 1391 по 1415 годы Людвиг VII прожил во Франции при дворе своей сестры королевы Изабо и её мужа Карла VI. Там он стал библиофилом, а вернувшись в Германию в 1418 году дал распоряжение начать строительство в Ингольштадте замка во французском стиле.
Сооружение, расположенное с восточного края городской стены и окружённое глубоким и широким рвом, являлось городской крепостью. Расположенная вдоль оси нынешней Людвигштрассе башня позволяла контролировать весь город. При постройке замка в него были интегрированы одни из четырёх ворот городских укреплений (нем. Feldkirchner Tor), которые были разрушены в 1879 году и недавно заменены нем. Neue Feldkirchner Tor.
Внешние стены четырёхметровой толщины образуют в плане прямоугольник, на западной стороне которого стоят две четырёхгранные башни, третья башня, стоящая с восточной стороны, имеет пять сторон, а четвёртая, самая мощная, стоит отдельно. Трёхэтажный герцогский дворец покрыт высокой двускатной крышей.
При герцогах из Ландсхутской линии Виттельсбахов в конце XV века появились новые постройки:
- Резиденция наместника, построенная у Feldkirchner Tor,
- Зернохранилище (ок. 1472/73) с отдельной круглой башней.

С возведением в Ингольштадте мощной крепости, в Новом замке появились бастионы, не сохранившиеся до нашего времени. Замковые ворота появились в 1580 году, а башня с часами в середине XVIII века.

## Внутренние помещения
Почти все внутренние помещения имеют своды. На первом этаже замка расположен Большой зал (нем. Große Saal), сетчатые своды которого поддерживаются двумя восьмигранными колоннами, тогда как ребристые своды — одной центральной колонной. Рамы окон и дверей богато декорированы. В замковой часовне сохранились полотна старых мастеров, остальные помещения просто покрыты белой штукатуркой.

## Дальнейшие развитие и современное состояние
В XIX веке часть некоторые части замка были разрушены или перестроены, а оставшиеся во время Второй мировой войны сильно пострадали. Впервые замок был основательно отреставрирован в 1960-х годах, после чего в нём разместился Музей баварской армии. Замок является также местом проведения различных мероприятий, крупнейшим из которых является проводимый раз в два года нем. Ingolstädter Herzogsfest.